# NGC 7825
NGC 7825 is een balkspiraalstelsel in het sterrenbeeld Vissen. Het hemelobject werd op 25 september 1830 ontdekt door de Britse astronoom John Herschel.

## Synoniemen
- UGC 37
- MCG 1-1-28
- ZWG 408.28
- PGC 377